# Cérès Franco
Pour les articles homonymes, voir Franco (homonymie).
Cérès Franco, née à Bagé (Brésil) le 17 mai 1926 et morte le 16 novembre 2021 à Toulouse, est une galeriste et collectionneuse d'art, d’origine brésilienne.
Elle a créé une fondation d'art contemporain, présentant une collection d'œuvres de peintures et sculptures.

## Biographie
Ceres Borbafarinha naît à Bagé (Rio Grande do Sul) au Brésil en mai 1926.
Lors de sa jeunesse, elle développe une passion pour les arts au fil de ses lectures. Elle suit des études d’histoire de l’art à l’université Columbia et à la New School de New York,.En 1951, elle s'installe à Paris et en profite pour visiter les grands musées et les galeries d'Europe. Elle devient critique d’art.
En 1952, elle donne naissance à sa fille Dominique Polad-Spadoni (1952-2020), qui sera galeriste d'art, et épousera le 6 mai 1988 Philippe Hardouin, économiste, dirigeant d'entreprise et homme politique.
En 1962, elle organise sa première exposition de peinture à Paris. Cérès Franco fédère de nombreux artistes avec parfois des succès retentissants, issus de l'art naïf, de l'art brut, du mouvement Cobra, des arts expressionnistes ou des arts populaires. Elle noue dans les années 1960 un partenariat artistique unique et intense avec le peintre Guillaume Corneille, entre Paris, Rio de Janeiro, Ibiza, les Pays-Bas et New-York[réf. nécessaire].
Elle est directrice de la galerie L'Œil de bœuf à Paris et en 1994, Cérès Franco acquiert deux maisons à Lagrasse où elle installe sa collection qu'elle ouvre au public,.
Elle a fait cadeau de sa collection au département de l'Aude. Un musée public présentant ces œuvres a été ouvert à Montolieu : la Coopérative-Musée Cérès-Franco, créé sous la forme d'un groupement d'intérêt public.
Résidant dans un établissement d'hébergement pour personnes âgées dépendantes du quartier Bourrassol à Toulouse, elle meurt le 16 novembre 2021.

## Musée Cérès Franco - La Coopérative
D'abord proposée à la ville de Carcassonne, la donation de la collection sera refusée par la municipalité en 2014. Elle trouvera son lieu d'exposition définitif à Montolieu dans une ancienne cave coopérative de 1939, transformée en lieu d'exposition et acquis par un mécène, Henri Foch. Le fond permanent du musée comprend plus de 1700 œuvres d'artistes dont : 
- Dominique BOUGAULT
- Serge David ANGELOFF
- Roy Adzak (Reading 1927 – Paris 1987)
- Timothy ARCHER
- Jule BARRETO
- Sylvie BLANCHARD
- Tadeusz BRUDZYŃSKI
- CORNEILLE (Liège 1922 – Auvers-Sur-Oise 2010)
- Henri DELANNE (1940-2003)
- CÉSAR (César BALDACCINI dit) (Marseilles 2021 – Paris 1998)
- GUALLINO (1943)
- Gérard LATTIER
- Bengt LINDSTRÖM (1952-2008)
- Yves SAUVADET
- Teresa SERRANO
- Henri VAYSSIERE

### Programmation et Expositions
- En grand format (juillet - octobre 2015), exposition inaugurale [10]
- La Peau et les Mots (mai - octobre 2016)
- L'internationales des visionnaires (avril-novembre 2017)
- La Quête du graal (mars - novembre 2018) avec 80 artistes de la collection Cérès Franco présentés autour d’une installation de l'artiste Jean-Marie Martin (1922-2012) [11]
- Les Croqueurs d'étoiles (avril-novembre 2019)
- Les Voleurs de Feu (mai - octobre 2021) en hommage à Cérès Franco [12]
- Féminin Plurielles (avril - octobre 2022)